# Christa Schwertsik
Christa Schwertsik (* 24. Dezember 1941 in Breslau) ist eine österreichische Sängerin, Schauspielerin, Regisseurin und Hochschullehrerin.

## Leben und Wirken
Schwertsik besuchte in Wien das Gymnasium und studierte anschließend Psychologie an der Universität Wien. Ihre Gesangsausbildung erhielt sie bei Hedda und Edwin Szamosi und Ruthilde Boesch. Weiters nahm sie Schauspielunterricht bei Dorothea Neff und Eva Zilcher in Wien.
Als Sängerin, Schauspielerin und Rezitatorin hatte sie zahlreiche Auftritte und Konzerte im In- und Ausland – insbesondere mit Liedern und Chansons des 20. Jahrhunderts – unter anderem bei den Berliner und Wiener Festwochen, den Bregenzer Festspielen, bei Wien Modern, Aspekte Salzburg und beim Almeida Festival London sowie beim Musica Nova Festival Brisbane. Seit 1986 präsentierte sie zahlreiche musikalisch-theatralische Soloprogramme. Ab 1984 unterrichtete Schwertsik langjährig an der Universität für Musik und darstellende Kunst Wien.
Ein weiterer Schwerpunkt ihres Schaffens waren Familienproduktionen, wo sie mit ihren Töchtern Julia und Katharina Stemberger sowie ihrem Mann Kurt Schwertsik in Theaterproduktionen mitwirkte, u. a. in Liebe in dunklen Zeiten von Jehoschua Sobol oder Mütter von Franz Wittenbrink. Darüber hinaus wirkte sie bei zahlreichen Lesungen, Rundfunk- und Fernsehproduktionen, sowie Schallplatten- und CD-Einspielungen mit und führte eigene Regiearbeiten durch.

## Privates
Christa Schwertsik war in 1. Ehe mit dem Tropenmediziner Heinrich Stemberger verheiratet. Die beiden Schauspielerinnen Julia Stemberger, Katharina Stemberger sowie Ina Stemberger entstammen dieser Ehe. Seit 1972 ist die Mutter von drei Kindern mit dem Komponisten Kurt Schwertsik verheiratet, mit dem sie in Wien lebt und arbeitet.

## Musikalisch-theatralische Soloprogramme
- 1986: Pierrot Lunaire. bewegte Lieder nach Albert Giraud, Regie: Isabella Suppanz, Theater Gruppe 80, Wien
- 1987: Ein zusammengelesenes Leben. Theater im Künstlerhaus, Wien
- 1989: Die verlorene Wut. von Christine Nöstlinger, Musik: Kurt Schwertsik, ORF Fernsehproduktion
- 1990: Minidramen und Lautgedichte. Fest in Hellbrunn
- 1991: Das hohe F ist schwer zu bringen. Quodlibets, Monologe und Couplets von Johann Nestroy, Paris
- 1992: Sololieder für die Produktion Frida Kahlo des Tanztheaters Bremen, Regie: Hans Kresnik
- 1992: Abduhenendas mißratene Töchter. von Fritz von Herzmanovsky-Orlando. Lesung mit Musik zusammen mit ihren Töchtern Julia und Katharina Stemberger
- 1992: Uspud. christliches Ballett von Patrice Contamine de Latour, geistliche Musik von Erik Satie im Moulin Rouge
- 1994: Tannhäuser oder Die Keilerei auf der Wartburg. von Johann Nestroy: Lesung mit viel Musik zusammen mit ihren Töchtern Julia und Katharina Stemberger und Kurt Schwertsik, Donaufestival Niederösterreich
- 1994: Geschichte vom Soldaten. von Igor Strawinsky, Wiener Musikverein
- 1998: Mascha Kaléko – zur Heimat erkor ich mir die Liebe. Regie: Stephan Bruckmeier, Theater im Rabenhof, Wien
- 2001: Der Ritter, den es nicht gab. von Italo Calvino, Regie: Alexander Hauer, Theater Drachengasse, Wien
- Hans im Glück. von Karl Ferdinand Kratzl, Musik: Kurt Schwertsik[5]

## Filmografie
- 1989: Die verlorene Wut. Regie: Anton Reitzenstein nach Christine Nöstlinger

## Hörspiele
- 1997: Fritz von Herzmanovsky-Orlando: Abduhenendas missratene Töchter (Bearbeitung und Sprecherin) – Regie: Kurt Schwertsik; Richard Goll (ORF)
- 2020: Julian Schutting: Das Los der Irdischen (Die alte Frau, Frau Köhler, Frau Mikolasch, Frau von Rakoszy, Frau Hinterberger Erna, Ida, Karin, Frau Lehner, Die Großmutter) – Regie: Renate Pittroff (ORF)